# Halestorm (album)
Halestorm är debutalbumet från 2009 från hårdrocksbandet Halestorm.

## Låtlista
1. It's Not You (Howard Benson, Lzzy Hale, David Ivory) - 2:55
2. I Get Off (Howard Benson, Dana Calitri, Lzzy Hale, Nina Ossoff, Kathy Sommer) - 3:04
3. Bet U Wish U Had Me Back (Howard Benson, Lzzy Hale, Bobby Huff) - 3:43
4. Innocence (Howard Benson, Lzzy Hale, Ben Moody) - 3:16
5. Familiar Taste Of Poison (David Bassett, Howard Benson, Lzzy Hale, David Ivory) - 4:04
6. I'm Not An Angel (Howard Benson, Lzzy Hale, Kara DioGuardi, Marti Frederiksen) - 3:15
7. What Were You Expecting? (Howard Benson, Lzzy Hale, John Lowery, James Michael) - 3:34
8. Love/Hate Heartbreak (Howard Benson, Lzzy Hale, Tommy Henriksen, Trevor Lukather) - 3:19
9. Better Sorry Than Safe  (Lzzy Hale, Cody Hanson, Brian Howes) - 3:12
10. Dirty Work (Gavin Brown, Lzzy Hale, Kara DioGuardi) - 3:17
11. Nothing To Do With Love (David Bassett, Howard Benson, Lzzy Hale) - 3:30

### iTunes/Amazon bonus låtar
12. Tell Me Where It Hurts - 3:48 

13. Conversation Over- 3:05 

14. Dirty Mind - 3:18

## Singlar
- I Get Off släpptes 2009
- It's Not You släpptes 2009
- Familiar Taste Of Poison släpptes 24 augusti 2010
- Bet U Wish U Had Me Back släpptes 30 november 2010